# Écrits de Jean Genet sur Rembrandt
Le Secret de Rembrandt et Ce qui est resté d’un Rembrandt déchiré en petits carrés bien réguliers, et foutu aux chiottes sont les deux écrits de Jean Genet sur Rembrandt qui subsistent du travail de l'écrivain sur le peintre hollandais.

## Contexte de la création
Les textes écrits autour de Rembrandt par Jean Genet ne sont que les quelques fragments qui restent d'un grand projet que l'auteur devait consacrer au peintre hollandais : une monographie promise par l'écrivain aux éditions Gallimard, qui aurait dû paraître dans les années 1950. Deux événements seront néanmoins responsables de l'inachèvement d'une telle œuvre critique ; en effet, la publication du livre par Sartre Saint Genet, comédien et martyr remet pour un temps en question l'écriture de Genet qui peine à se reconnaître dans cet ouvrage, et le suicide d'Abdallah, un ami proche dont il s'était épris en 1955, le bouleverse au plus haut point.
Les différents écrits avaient alors pour vocation d'être réunis dans un livre intitulé La Mort, ouvrage dans lequel Genet voulait retracer les métamorphoses à l’œuvre dans l'esthétique picturale de Rembrandt en se basant sur des faits biographiques majeurs -souvent traumatiques- ayant eu un rôle déterminant dans l'évolution de ses toiles.
Les années 1950 apparaissent comme le contexte idéal d'une telle publication, puisqu'on y fête alors les 350 ans de la naissance de Rembrandt; de nombreux ouvrages biographiques sont alors publiés, constituants un socle de réflexion fondamental pour le travail de Genet. Deux voyages lui fournissent l'occasion de se familiariser avec le travail de Rembrandt, l'un en 1952 à Londres et l'autre en 1953 à Amsterdam où sont exposés la majeure partie des toiles du peintre.
Le Secret de Rembrandt (précédemment publié dans L'Express en 1958) paru dans les Œuvres Complètes de Jean Genet publié par Gallimard et Ce qui est resté d’un Rembrandt déchiré en petits carrés bien réguliers, et foutu aux chiottes (publié auparavant dans la revue Tel Quel en 1967), sont les seules traces posthumes du travail de l'écrivain sur le peintre hollandais. Mais ces deux textes sur Rembrandt sont de tonalités relativement différentes puisque Le Secret de Rembrandt aborde à travers une étude chronologique l'évolution de la peinture de l'artiste quand de l'autre côté « Ce qui est resté... » construit une réflexion davantage bâtie autour des questions d'identité et de vérité à laquelle on trouve en addition un témoignage plus personnel de la part de Genet. La théâtralité et la chair restent néanmoins deux notions transversales à ces deux textes, deux thèmes irréductibles.

### Genet, critique d'art
Les deux articles sont en étroite relation avec les autres écrits sur l'art que rédige Genet au milieu du XXe siècle; une lettre à Léonor Fini en 1950 assoit sa position de critique d'art ou du moins affirme un véritable intérêt pour les questions d'ordre esthétique. 1957 est notamment l'année de publication de son livre sur Giacometti, dans lequel un dialogue s'instaure entre l'écrivain et l'artiste, alors contemporains. T. Dufrêne voit, d'ailleurs, dans L'atelier, Le secret et Le funambule un « triptyque moral et esthétique », entretenant de forts liens de parenté.
Ce qui peut surprendre à première vue dans ce travail à l'égard des différents types de représentations artistiques, c'est le caractère peu normatif de cette critique d'art, la langue est travaillée par un registre familier qui ne sied pas à un tel exercice intellectuel ; la discontinuité dont est émaillé le texte l'écarte des ouvrages classiques théorisant la peinture ou l'art, plus largement. Du fait de cette distance entretenue vis-à-vis des textes classiques, Genet ne s'emploie jamais à décrire minutieusement les tableaux auxquels il fait référence mais les évoque soit allusivement soit sur le mode de la référence incomplète. Ainsi ekphrasis et hypotypose sont bannies de nos deux articles, le lecteur convoqué dans ces deux textes est un lecteur cultivé, qui connaît les toiles évoquées et leurs interprétations communes.

### Genet et Rembrandt: deux figures de la marginalité
Si Genet se penche ainsi sur l’œuvre de Rembrandt c'est qu'il y décèle de nombreuses similarités avec ses propres aspirations intellectuelles. Le traitement du réel, sa figuration en particulier, est une problématique majeure discernable autant dans le champ de l'écriture que dans celui de la peinture. À cela viennent s'ajouter d'autres thématiques qui les intéressent tous deux, à savoir la mort et l'expérience de la solitude. C'est cette dernière que pointe Genet à propos de l’œuvre  de Rembrandt dans Le Secret  : « la solitude essentielle demeure, dans son approche intime et emphatique de Rembrandt le dernier mot ».
Mais ce sont avant tout leur statut dans la société qui les rapproche fortement. Ce sont deux créateurs qui font l'expérience pour un temps de la marginalité. Le parcours de Rembrandt est ainsi saisissant, il fait florès de manière extrêmement rapide mais se retrouve à la fin de sa vie dans la misère la plus noire, acculé financièrement il est destitué de ses biens et donc de ses propres peintures. Le parcours de Genet quant à lui est ponctué d'expériences singulières qui le placent au ban de la société, c'est le cas lors de son emprisonnement à la prison des mineurs ; ou encore comme le symbolise sa mort dans un hôtel miteux à l'écart du luxe et de la célébrité qu'il connut un temps.
Ce qui les unit singulièrement est aussi leur rapport brûlant à la norme et à la convention. Héritier d'une peinture académique, Rembrandt développe un style particulier qui l'éloigne des représentations idéales et attendues de l'époque - N. Laneyrie-Dagen souligne ainsi l'attrait de Rembrandt pour le vieillissement des chairs et renvoie au portait qu'il fait de Margareth de Geer en 1661 - et Genet de son côté se refuse à toute esthétisation forcenée. L'expérience d'une autre vérité, voilà ce que convoitent ces deux artistes si éloignés, pourtant, l'un de l'autre. Et ce n'est pas un hasard, si tous deux font du bas corporel (de la laideur et  du scatologique) un pivot essentiel de leur expérimentation artistique.

## Le secret de Rembrandt
Publié dans L'Express en 1958 sous la forme d'un article, le texte propose une lecture toute personnelle qui pointe une date décisive dans la vie du peintre, 1642, année où Rembrandt perd sa femme Saskia, modèle pour nombre de ses tableaux  (ceux notamment signes de la joie et de la prospérité comme « Le fils prodigue » peint en 1635) . Événement traumatique, ce sera le moment de l'émergence d'une autre esthétique travaillée par le rejet de la norme, le renoncement aux grands décors et aux détails, en somme l'avènement d'un Rembrandt à la force et à la morale nouvelles, profondément avant-gardiste.

### Composition de l'article
Le premier paragraphe se lit comme une entrée dans l'esthétique picturale de Rembrandt et se démarque par sa valeur programmatique. L'enjeu est alors d'esquisser les grands thèmes abordés au cours des six pages qui constituent l'article. Dans les autoportraits du peintre, Genet dit voir un point de vue pertinent pour comprendre et saisir l'évolution générale de sa touche et de son rapport aux choses représentées.
L'organisation du texte suit un ordre chronologique et présente ses toiles d'avant 1642, rattachées alors à la thématique de la somptuosité que Genet associe à celles parentes de la sentimentalité et de la sensualité, l'écrivain nous donne à voir un peintre inscrit dans un système de représentation plutôt conventionnel au début de son travail.

« Dans ses dessins, la délicatesse avec laquelle il traite les attitudes les plus familières n'est pas exempte de sentimentalité. En même temps, sa sensualité naturelle, avec son imagination, lui fit désirer le luxe et rêver de faste. »

La mort de Saskia est bel et bien une rupture, et  entraîne dès lors le rejet de «ses habitudes mentales », sa peinture se définit désormais à travers un double procès quasi-antithétique, elle devient conjointement exaltation et dénaturation des sujets, des corps, de la matière entre autres. Cette reformulation picturale est saisie par Genet comme un bouleversement inquiétant : « il ne saura plus [peindre] » c'est ce qu'il dit de Rembrandt au tout début du texte.
C'est un Genet aux traits de moraliste qui présente le travail du peintre hollandais, en soulignant avec âpreté sa « complaisance narcissique » à l'égard de lui-même. Loin des monographies qui encensent le sujet qu'elles traitent, Genet met en scène la perpétuelle déflation et dévaluation de Rembrandt à l'époque de ses contemporains, et fait du peintre un personnage hautement décevant. Cependant, un autre élan est donné au texte visant à mettre en lumière l'épiphanie esthétique s'opérant chez Rembrandt la figure du peintre est reconsidérée sous le jour d'une « bonté nouvelle », apparats et colifichets sont mis au rebut,  il s'agit d' « avoir du monde une vision plus pure et faire par elle une œuvre plus juste ». Une nouvelle méthode est née, à ses travaux d'avant 1642  succède l'avènement d'une peinture qui ne travaille plus que sur la matière et le brouillage des formes, « l'exaltation de tout ce qui sera figuré, que pourtant il veut rendre non identifiable ». L'identité des êtres est remise en question, tout dans le travail de ce nouveau Rembrandt, hésitant, qui n'est plus l'homme sûr de lui, semble être équivalent ("une main vaut un visage, un visage un coin de table"): la peinture n'est pas une franche métamorphose des choses au sens où elle retranscrirait de manière différente la réalité sur la toile, mais  le seul lien d'existence possible de la solennité du monde, la main du peintre devenant « un va-et-vient frissonnant en quoi se sont changés tous les fastes, les somptuosités, toutes les hantises ».

#### Tableaux cités
Les références aux toiles de Rembrandt son parfois allusives et il nécessite de déjà bien connaître l'univers du peintre hollandais pour comprendre les renvois aux différents tableaux. C'est à une petite dizaine de toiles que s'intéresse Genet. Saskia en Flore, peint en 1634 est cité pour son « extravagance » et sa "richesse conventionnelle". Les autoportraits sont aussi invoqués dans le texte, comme il en est des tableaux représentant des scènes bibliques, c'est le cas notamment de Jérémie pleurant sur la destruction de Jérusalem, réalisé en 1630. Genet s'attarde également dans la seconde partie de son article sur les portraits réalisés par le maitre hollandais de sa compagne Hendrijke.
Mais ce sont particulièrement deux toiles qui doivent retenir l'attention du lecteur, La Fiancée juive (1667) pour le caractère avant-gardiste de la touche, la toile est qualifiée d'abstraite par Genet et Le retour du fils prodigue (1668) qui est un tableau incontournable dans l’œuvre de Rembrandt puisque le lecteur n'est pas sans savoir l'analogie entre cet épisode de la Bible et la vie du peintre, ce tableau faisant fortement écho à ses propres mésaventures et désillusions.

#### Approche stylistique
Il nous paraît intéressant de mener ici une étude stylistique du texte de Genet pour essayer de comprendre comment l'écrivain réussit à trouver dans la langue le moyen de traduire le génie de Rembrandt et particulièrement le cheminement autant intellectuel que spirituel de cet artiste qui fait de la solennité un idéal à atteindre.

##### Un texte non normatif
Le texte de Genet s'écarte du genre de la critique d'art, de ses codifications, Le Secret ne vise aucune lecture normative de l’œuvre de Rembrandt mais développe un jugement tout subjectif et singulier d'un homme touché et conquis par l’œuvre d'un autre. Le présent à valeur gnomique est ainsi absent du texte, ce sont des modalisateurs que l'on retrouve en lieu et place, lesquels signalent l'incertitude à laquelle est confrontée l'écrivain, incertain de son regard et des idées avancées, procédant par suppositions. C'est par exemple l'emploi de l'adverbe « peut-être » quand Genet montre que le faste de Rembrandt ne sera plus visible dans la technique picturale mais dans la manière même d'aborder les sujets de ses tableaux, il écrit : « Cette opération, menée lentement et peut-être obscurément lui apprendra que chaque visage se vaut », selon Genet le peintre ne peut échapper dans l'exploration de son style à la confrontation d'une réalité moins heureuse que celle rêvée ou fantasmée. De nombreuses propositions sont aussi contrebalancées en étant introduites dans des systèmes hypothétiques, c'est le cas dans cet exemple : « Si l'on y tient, on pourrait y voir passer comme un air de bonté. Ou de détachement ? Ce qu'on voudra ici c'est pareil ». L'emploi de verbes comme « sembler » ou « paraître »,verbes de perception, enraye les phénomènes d'interprétation objective et ne donne au lecteur que des indices herméneutiques, la perception du tableau qui s'opère à travers les sens est de l'ordre du flou, analogue à la touche de Rembrandt, qui ne permet pas de faire la différence exacte entre le fond de la toile et les contours non marqués des figures représentées. Le registre de langue, familier, propose une approche décalée, symbole de la fraternité intellectuelle que le lecteur discerne chez les deux artistes, Genet nous livre cette phrase sur le ton de l'anecdote, affleurant presque celui du copinage : « Je suppose qu'au fond il se foutait d'être bon au méchant, coléreux ou patient, rapace ou généreux... ».

##### La correction et l'ajout
A l'image d'un Rembrandt travaillant sur la non-uniformité des formes - il s'agit pour le peintre de racler la toile, d'empâter les couleurs et de les faire baver- la langue de Genet glisse, elle aussi, et joue de l'incertitude. Le texte tout entier est travaillé par une dynamique de la correction et du renversement, tous deux élevés comme principes fondamentaux dans l’œuvre de Rembrandt selon Genet. De fait,  la conjonction de coordination « mais » constitue l'un des principaux connecteurs logiques du texte, du mais réfutatif, ou concessif, jusqu'au mais argumentatif, tous ces divers emplois de la conjonction participent d'un texte où l'opposition est omniprésente et l'ajout permanent, incessant (à l'image d'un work in progress), la page 34 de l'article débute par cette phrase : « Sans aucun doute, cet homme (...) avait reconnu la dignité de tout être et de tout objet, même des plus humbles, mais ce fut d'abord comme par une sorte d'attachement sentimental à son origine. », le mais a ici une valeur de renforcement et de renchérissement dévoilant les étapes réflexives par lesquelles a dû passer le maître hollandais pour arriver à reconsidérer son rapport au réel. Le mais le plus significatif est sans doute celui de l'avant-dernier paragraphe :
« Et elles y sont passées aussi, la théâtralité, la somptuosité conventionnelle : mais elles ne servent plus, brûlées, consumées, qu'à la solennité ! »
Précédé des deux points, la conjonction de coordination est presque à l'origine d'une anacoluthe, et centre l'intérêt du lecteur sur la tournure restrictive ne.. que qui fait de la solennité l'enjeu majeur de cette démonstration menée par l'auteur.
On observe également la récurrence d'épanorthoses, comme ici introduite par la conjonction de coordination ou : « ce qui nous émeut si fort dans ses tableaux (…) c'est une sorte de reflet, ou plus justement de braise intérieure, peut-être pas nostalgie, mais encore mal éteinte ». Ce que Genet cherche à mettre en valeur par le biais d'une telle figure est la puissance interne, immanente du tableau, le terme de reflet est ainsi évacué ou profit du substantif « braise », dans lequel on trouve l'expression d'une valeur intensive, à la passivité d'un miroir réfléchissant est préférée la chaleur dangereuse des restes d'un bois calciné. Ce passage de l'un à l'autre évoque non sans rappel l'attitude du spectateur vis-à-vis de la toile, si celui-ci est dans un premier temps renvoyé à une première image froide, celle de son reflet, le pouvoir destructeur de la toile l'aspire dans un second temps, l'identification à la toile devient une consumation de sa propre forme d'existence. L'anacoluthe qui se manifeste aussi dans cette phrase est une figure particulièrement saisissante quant à ce traitement dramatisé de l'esthétique picturale hollandaise du XVIe siècle, la syntaxe est elle-même affectée par les effets de la peinture du maître hollandais, la langue ne semble pouvoir retranscrire cette idée du renversement qu'en permutant les différents syntagmes à l'intérieur de la phrase.
On relève également un petit nombre d'hyperbates dans le texte, qui sont la manifestation de perpétuels ajouts, de l'impossibilité de toute fixité de l’œuvre de Rembrandt, dès lors vu comme un peintre insaisissable et qui se dérobe à toute interprétation franche, « Quant à la peinture, ce fils de meunier qui a vingt-trois ans savait peindre, et admirablement, à trente-sept il ne saura plus »,  l'hyperbate qui apparaît ici en incise, est employée afin de souligner le talent et le génie de sa jeunesse ; mais souligne le caractère superfétatoire de cette peinture d'avant 1642. L'écriture met en lumière cette trajectoire si surprenante et saisissante dans l’œuvre de Rembrandt, lequel réfute et reconstruit sans cesse sa propre représentation du monde.
Ce que chercher à pointer Genet chez Rembrandt, c'est enfin le caractère ambigu entretenu à l'égard de la morale et de montrer ainsi que son système de valeur est traversé par une révolution des canons esthétiques et moraux. L'expression « bonté forte » qui ouvre le texte et qui doit donner en quelques mots une vue d'ensemble de l’œuvre du peintre est pour le moins intrigante. Le substantif bonté s'accompagne d'un adjectif à valeur intensive « forte » qui ne prend plus ici un sens exclusivement mélioratif, mais est connoté d'une once de négativité et suppose une trop forte application de cette bonté, au terme « forte » se substitue à la lecture le qualificatif de « rustre ».
Le paradoxe comme agent essentiel, c'est cela que Genet veut que le lecteur voit dans la peinture de Rembrandt, un paradoxe qui prend la forme du double comme nous l'avons vu précédemment avec l'opposition du haut et du bas, de l'idéel et du matériel. C'est ainsi que l'on relève la récurrence et l'isotopie de la dualité : « double exigence », «dualité», « dialectique ». Dans ce rapport au double, c'est aussi un rapport de violence qui se dessine, l'exaltation des formes, des sujets représentés devient une dénaturation, et cette même dénaturation des corps est une exaltation picturale.

##### Rembrandt et la théâtralité
Rembrandt devient dans le texte de Genet un véritable personnage de fiction, comme sorti de l'un de ses propres tableaux. La narration joue habilement de cette idée en proposant des passages aux fortes tonalités issues du conte, notamment page 34 :

« Il peint. Il est célèbre. Il s'enrichit. Il est fier de sa réussite. Saskia est couverte d'or et de velours… Elle meurt. »

La parataxe met en avant une succession rapide d'événements qui caractérisent l'évolution de la carrière de Rembrandt et de son très rapide décrochage à la suite de la mort de sa femme Saskia. Genet parodie ici un récit de vie, l'accélère, le fragmente et en retire sa substantifique moelle pour créer chez le lecteur un effet de surprise. Le très rapide enchaînement des phrases simples, suivi d'un renversement abrupt après les points de suspension rappelle les périodes rhétoriques en cadence mineure ; l'énallage - avec le passage du il au elle - met aussi en scène stylistiquement ce drame. Mais ici l'aspect tragique de ce dernier semble soumis à un traitement d'ordre grotesque insistant sur l'idée que chez Rembrandt se joue sans cesse cette tension entre deux poussées contradictoires : le sublime et le bas sont contenus ensemble et se repoussent avec force.
La voix de Genet est tout à fait discernable dans cet article au ton parfois emporté, dû sans doute à la grande affection nourrie par l'écrivain pour le peintre. Mais c'est aussi une certaine théâtralité qui déborde du texte comme si l’œuvre de Rembrandt se confondait habilement avec l'écriture qui la décrit. Les phrases monorhématiques ponctuent le texte et participe d'un rythme particulier dans la lecture, « Sur son dernier portrait, il se marre doucement. Doucement. » (p. 38) avec le redoublement de l'adverbe, lequel forme dans son second emploi une phrase simple. Cette redondance souligne la fragilité de Rembrandt à la toute fin de sa vie, et en fait un personnage attendrissant, Genet réussissant habilement à donner à voir au lecteur des facettes différentes et parfois antagonistes du maître hollandais.
Dans cette perspective d'un texte en mouvement, habité par un élan presque dramatique, l'on retrouve l'emploi de phrases exclamatives qui témoignent du choc éprouvé par Genet à la vue de ces tableaux, choc esthétique qui ressurgit ici : « mais la manche de la Fiancée juive, est un tableau abstrait » ou encore celle-ci qui insiste sur l’incongruité du comportement et des agissements du peintre hollandais « rappelons-nous qu'il va jusqu'à payer pour faire mettre un créancier en tôle ! », le lecteur étant entraîné dans ce jugement sans concession par le pronom personnel « nous » et le terme  « rappeler » qui fait penser que nous partageons avec Genet les mêmes connaissances biographiques à l'égard de Rembrandt, devenant les complices de sa peinture. 
C'est aussi cette injonction adressée directement à Rembrandt qui affirme la tonalité dramatique du texte : «« Crève donc l'écran pour voir s'approcher le monde » (p. 36) qui fait référence au travail du peintre sur la recherche d'une vérité et d'une vision plus pure du monde pour produire une œuvre plus juste. 
Plus largement les parenthèses et les expressions entre tirets sont situés sur un autre niveau d'énonciation que le texte lui-même et semblent délivrer des considérations d'ordre plus personnel, on relève page 37 : « et tout cela, qui est peut-être vrai chez d'autres peintres - mais lequel, à ce point, a fait perdre à la matière son identité pour mieux l'exalter ? - tout cela renvoie d'abord à la main etc. », phrase dans laquelle, Genet avec cette question rhétorique souligne la suprématie de Rembrandt dans toute l'histoire de l'art. Cette construction enchâssée pouvant d'ailleurs être dédoublée, le commentaire l'emportant parfois sur l'énoncé principal, l'extrait suivant reflète cette idée : « Si je devais schématiquement, grossièrement, rappeler cette démarche - une des plus héroïques des temps modernes- je dirais qu'en 1642 - mais l'homme n'était déjà pas banal - le malheur surprend, désespère un jeune ambitieux, plein de talent, mais plein aussi de violences, de vulgarités et d'exquises délicatesses ». Ce travail polyphonique n'est pas sans rappeler le texte dialogique conçu par Genet et intitulé Ce qui est resté d'un Rembrandt....